# Айдарли (Сирдар'їнський район)
Айдарли́ (каз. Айдарлы) — село у складі Сирдар'їнського району Кизилординської області Казахстану. Адміністративний центр та єдиний населений пункт Айдарлинського сільського округу.
Населення — 1505 осіб (2021; 1892 у 2009, 2338 у 1999, 2157 у 1989).